# Letiště Karlovy Vary
Letiště Karlovy Vary (ICAO: LKKV, IATA: KLV) je veřejné mezinárodní letiště v okrese Karlovy Vary. Nachází se 4,5 km jihovýchodně od centra Karlových Varů, v katastrálním území vesnice Olšová Vrata, která je součástí města. Vlastníkem letiště je Karlovarský kraj, jeho provozovatelem je společnost Letiště Karlovy Vary vlastněná krajem.

## Historie

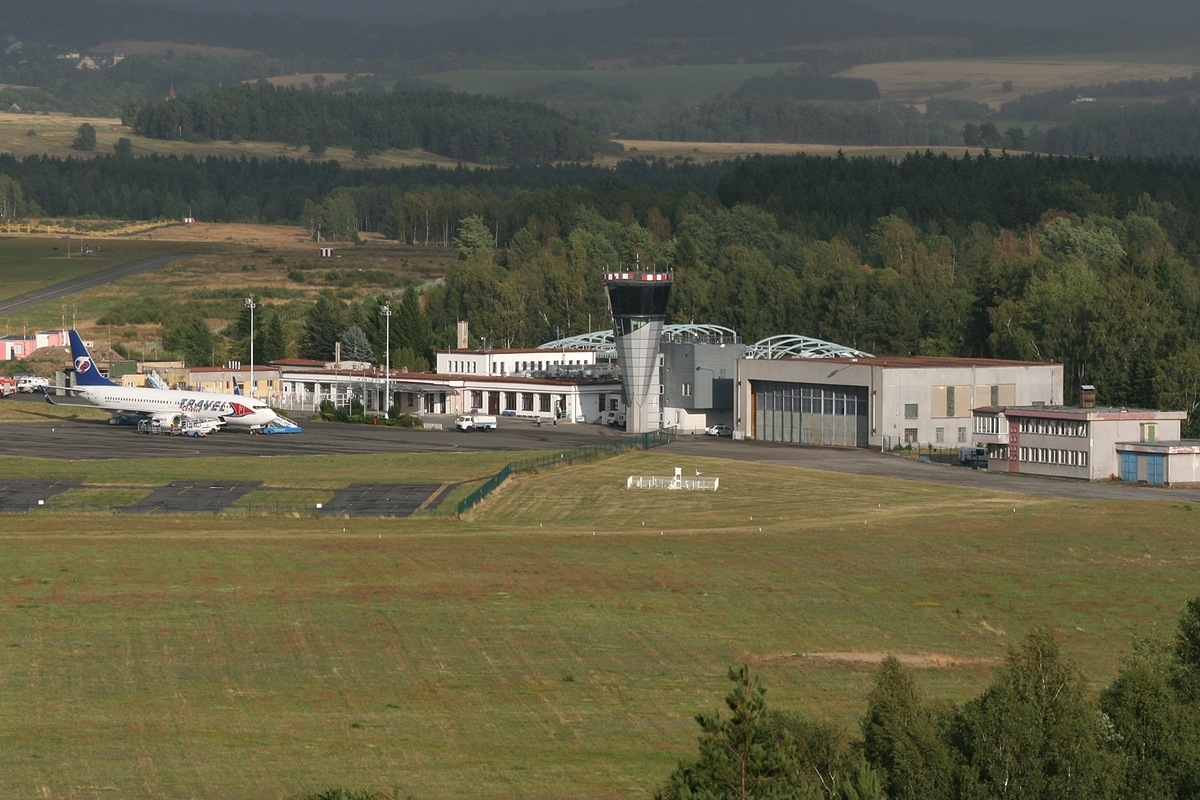
Pohled na budovy letiště a Boeing 737-800 společnosti Travel Service v roce 2008

### 1925–1999
Městská rada Karlových Varů se výstavbou letiště zabývala od roku 1925. Nebylo jasné, kde letiště bude umístěno, nakonec se rozhodlo o ploše poblíž vesnice Olšová Vrata. Mezi roky 1928 až 1930 tu proběhly povrchové úpravy a byla zde postavena první služební budova. Již v roce 1929 zde předčasně na nedokončené ploše přistál londýnský bankéř Andrew Paton Holt.
Ještě počátkem roku 1931 nebylo letiště uzpůsobené pro pravidelný provoz. Travnatá dráha měla délku 900 metrů a nacházela se napříč tou nynější, chybělo ale zázemí. Teprve mezi lety 1931 a 1933 byla postavena odbavovací hala a hangár. Odbavovací halu navrhl Jan Blažek a návrh hangáru vypracoval Stanislav Bechyně.
Dne 15. května 1931 byl zahájen pravidelný provoz na letišti linkou Československých státních aerolinií (ČSA) Praha (Kbely) – Karlovy Vary – Mariánské Lázně. Létalo se s frekvencemi až čtyřikrát denně. Do Prahy se odsud letělo hodinu, do Mariánských Lázní 15 minut. Za jednu leteckou sezónu bylo na této lince přepraveno 300 až 400 osob. Později, v roce 1934, toto letiště ČSA zařadily do své sítě mezinárodních linek, takže lety Karlovy Vary – Praha navazovaly s mezipřistáním na lety například do Bělehradu, Vídně, Berlína, Amsterdamu, Londýna a Paříže.
V době německé okupace Československa bylo letiště používáno pro výcvik pilotů Luftwaffe. Ke konci druhé světové války v dubnu 1945 bylo náletem amerických strojů P-47 Thunderbolt zničeno 20 letounů a velký hangár. Po skončení války bylo letiště v roce 1946 obnoveno, zároveň byl znovu zahájen provoz sezónní (letní) linky z Prahy; létaly na ní letadla typu Ju-52, Si-204 a později DC-3. Letiště bylo využíváno také vojenským letectvem, např. letouny C-2 Arado a Me-109 k ochraně československých hranic.
V letech 1958–1960 proběhla výstavba betonové vzletové a přistávací dráhy 11/29 dlouhé 2 150 metrů, asfaltových pojížděcích drah a ostatních ploch. Dále byla rozšířena odbavovací plocha a byly provedeny generální opravy letištních budov. Letiště bylo vybaveno novou zabezpečovací leteckou technikou.
Po obnovení provozu v roce 1960 byly postupně zahájeny společností Československé aerolinie přímé linky odtud do Prahy (Ruzyně), Brna (Tuřany), Ostravy, slovenských Košic, německého Berlína (Schönefeld) a Vídně. V roce 1965 zde byl zaveden celoroční provoz. Ve městě díky letišti byla otevřena cestovní kancelář, v roce 1967 byl dosažen do té doby největší počet přepravovaných cestujících – 47 tisíc. Za špičkové období se považuje rok 1979, kdy se z letiště Karlovy Vary provozovalo denně 6 pravidelných spojů do Čech, Moravy i Slovenska, bylo přepraveno 50 065 cestujících. Na pravidelných linkách se objevovaly letouny Iljušin Il-14 či Jakovlev Jak-40.
Státní opatření směřující k úspoře pohonných hmot a prudký nárůst cen letenek zapříčinila v roce 1980 pokles zájmu o cestování letadly. Provoz zde klesl o 74 % a nakonec byl zastaven. Od roku 1981 byl udržován pouze sezónní provoz mezi Prahou a Karlovými Vary s možností přestupu do dalších destinací.
V letech 1984–1985 byla za úsilí zaměstnanců letiště zrealizována rekonstrukce cementobetonového krytu vzletové a přistávací dráhy, při které byl použit asfaltobetonový koberec.
Od roku 1989 mělo letiště opět status mezinárodního letiště. Později byl vybudován světelný a radionavigační systém pro zajištění bezpečnosti letového provozu vzhledem k okolnímu členitému terénu, objekt pro záchrannou a požární službu, trafostanice s náhradním zdrojem elektrické energie a nový kabelový přívod.

### 2000–současnost

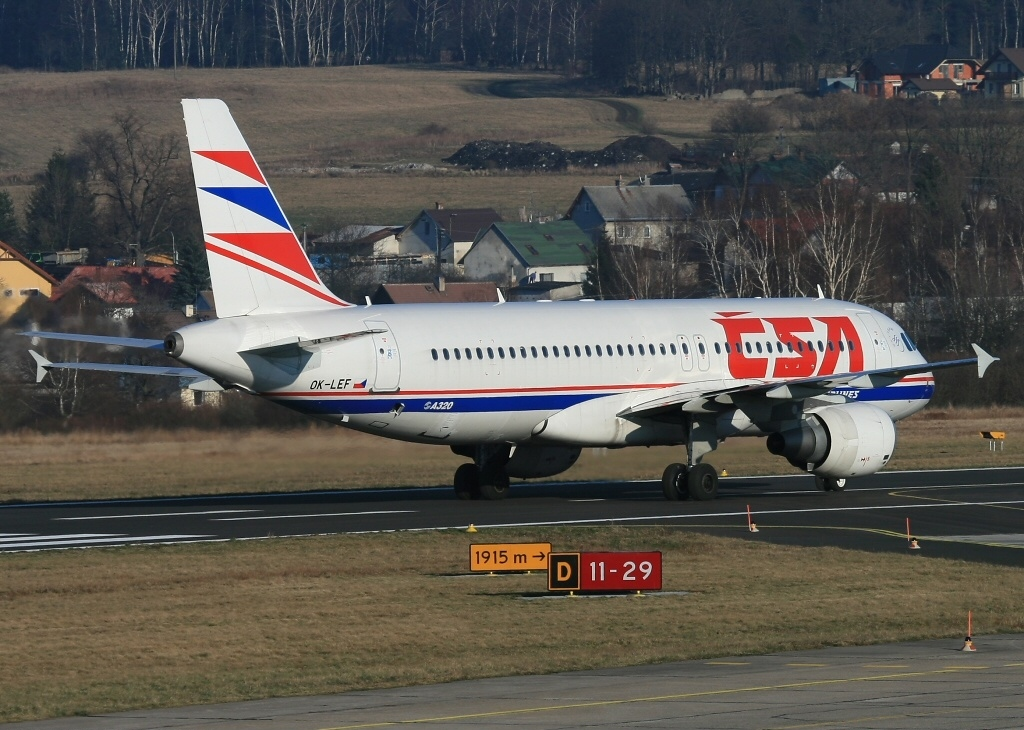
Airbus A320-200 Českých aerolinií na letišti Karlovy Vary

Roku 2001 byla postavena nová řídicí věž. V roce 2004 bylo letiště Karlovy Vary převedeno z majetku státu do vlastnictví Karlovarského kraje (podobně jako ostatní regionální letiště v Brně a Ostravě) a jeho provozovatelem se stala krajská společnost Letiště Karlovy Vary s.r.o. Zároveň začala být připravována komplexní modernizace letiště. Mezi roky 2005–2006 proběhla rekonstrukce vzletové a přistávací dráhy, která prodloužila její životnost o 20 let a umožnila větší nosnost. Letiště zároveň bylo vybaveno světelným systémem dle standardů ICAO. V květnu 2009 byla otevřená nová futuristická hala terminálu letiště od architekta Petra Parolka, která stála 98 milionů Kč a má kapacitu až půl milionu cestujících ročně.

## Aerolinie a destinace
Charteroví a sezónní dopravci a na letišti v Karlových Varech (aktualizováno 1. ledna 2025):
| Letecká společnost | Destinace  | Destinace                         |
| ------------------ | ---------- | --------------------------------- |
| Smartwings         | Turecko    | Sezónní charter: Antalya          |
| BH Air             | Bulharsko  | Sezónní charter: Burgas           |
| Overseas Travel    | Izrael     | Sezónní linka: Tel Aviv           |
| AsiaLuxe           | Uzbekistán | Sezónní lázeňský charter: Taškent |

### Zaniklé linky
| Letecká společnost     | Destinace          | Zahájení | Ukončení | Poznámky |
| ---------------------- | ------------------ | -------- | -------- | -------- |
| Azerbaijan Airlines    | Baku               | 2015     | 2015     |          |
| Aeroflot               | Moskva–Šeremeťjevo | 2000     | 2015     |          |
| Aerosvit               | Kyjev              | 2011     | 2012     |          |
| Ural Airlines          | Jekatěrinburg      | 2011     | 2014     |          |
| Ural Airlines          | Ťumeň              | 2011     | 2014     |          |
| Czech Connect Airlines | Jekatěrinburg      | 2011     | 2012     |          |
| Czech Connect Airlines | Rostov na Donu     | 2012     | 2012     |          |
| České aerolinie        | Praha              | 1997     | 2005     |          |
| Germania               | Düsseldorf         | 2017     | 2017     |          |
| Rossiya Airlines       | Petrohrad          | 2011     | 2016     |          |
| Uzbekistan Airways     | Taškent            | 2017     | 2017     | Charter  |
| Travel Service         | Tel Aviv           | 2017     | 2017     | Charter  |
| Travel Service         | Antalya            | 2010     | 2014     | Charter  |
| Travel Service         | Monastir           | 2003     | 2005     | Charter  |
| Travel Service         | Rhodos             | 2007     | 2008     | Charter  |
| Tunis Air              | Monastir           | 2006     | 2006     | Charter  |

Od srpna 1997 do ledna 2019 odsud provozovaly České aerolinie přímou linku na letiště Moskva–Šeremeťjevo, toto spojení fungovalo dvakrát týdně. Přibližně do roku 2000 bylo provozováno také přímé spojení do Prahy. Na lince nejdříve létaly Boeingy 737, poté Airbusy A319, nebo také A320 či A321. Linka do Moskvy byla v roce 2019 zrušena kvůli tomu, že provoz linky byl ztrátový.
Mezi daty 2000 až 5. dubnem 2015 sem provozovala pravidelnou linku z letiště Moskva–Šeremeťjevo ruská letecká společnost Aeroflot. Létala ji s letadly Airbus A320 či Boeing 737-400.
Na letiště v Karlových Varech létala také společnost Ural Airlines, a to mezi roky 2011 až 2014. Spojovala toto letiště nejprve s Jekatěrinburgem jednou týdně, později se přidala také linka do sibiřského města Ťumeň, která byla obsluhována také jednou týdně. V roce 2014 byla zrušena linka do Ťumeně a lety do Jekatěringburgu se konaly jednou za čtrnáct dní. V prosinci 2014 Ural Airlines definitivně ukončily působení na tomto letišti.
Dne 24. března 2011 sem zahájila jednotýdenní lety česká aerolinie Czech Connect Airlines, provozovala je z Jekatěrinburgu (letiště Jekatěrinburg) svými letadly Boeing 737-300. Tato společnost 22. března 2012 zahájila také spojení do Rostovu na Donu, také s frekvencí jednou týdně. V roce 2012 ale tato společnost zanikla, čímž byly přerušeny i její linky.
Mezi další společnosti, které sem provozovaly pravidelné lety patří Rossiya Airlines, které sem létaly z Petrohradu, tuto linku operovaly letadly Boeing 737-500 nebo Airbus A319 od roku 2011. Ázerbájdžánská společnost Azerbaijan Airlines sem mezi 18. červencem až 22. srpnem 2015 provozovala pravidelné spojení z Baku. Bylo ukončeno pro malý zájem cestujících.
Mezi 26. březnem 2017 až 4. červnem sem provozovala pravidelné spojení z německého Düsseldorfu aerolinie Germania. To zpočátku bylo provozováno dvakrát týdně (čtvrtek, neděle), později byly frekvence ubrány kvůli malému zájmu, a po letu konaném 4. července společnost oznámila zrušení této linky. Ta byla dotována od Karlovarského kraje. Byla provozována Boeingy 737-700 a A319.
V letní sezóně 2017 byly v provozu kromě linky ČSA do Moskvy také linky Travel Service do izraelského Tel Avivu a Uzbekistan Airways do Taškentu. Travel Service létal do izraelské metropole jednou týdně (v úterý) letadlem Boeing 737-800. Linka byla provozována pro lázeňskou společnost Visitspa mezi 13. červnem až 12. zářím 2017. Linka Uzbekistan Airways zde přistávala jednou za čtrnáct dní, létal na ní Airbus A320. Byla provozována mezi 25. červnem až 1. říjnem pro uzbecké cestovní kanceláře. Jednalo se o nejdelší letecké spojení, které v historii na toto letiště létalo, vzdálenost byla 4 300 km, délka letu 5,5 h.

## Vybavení

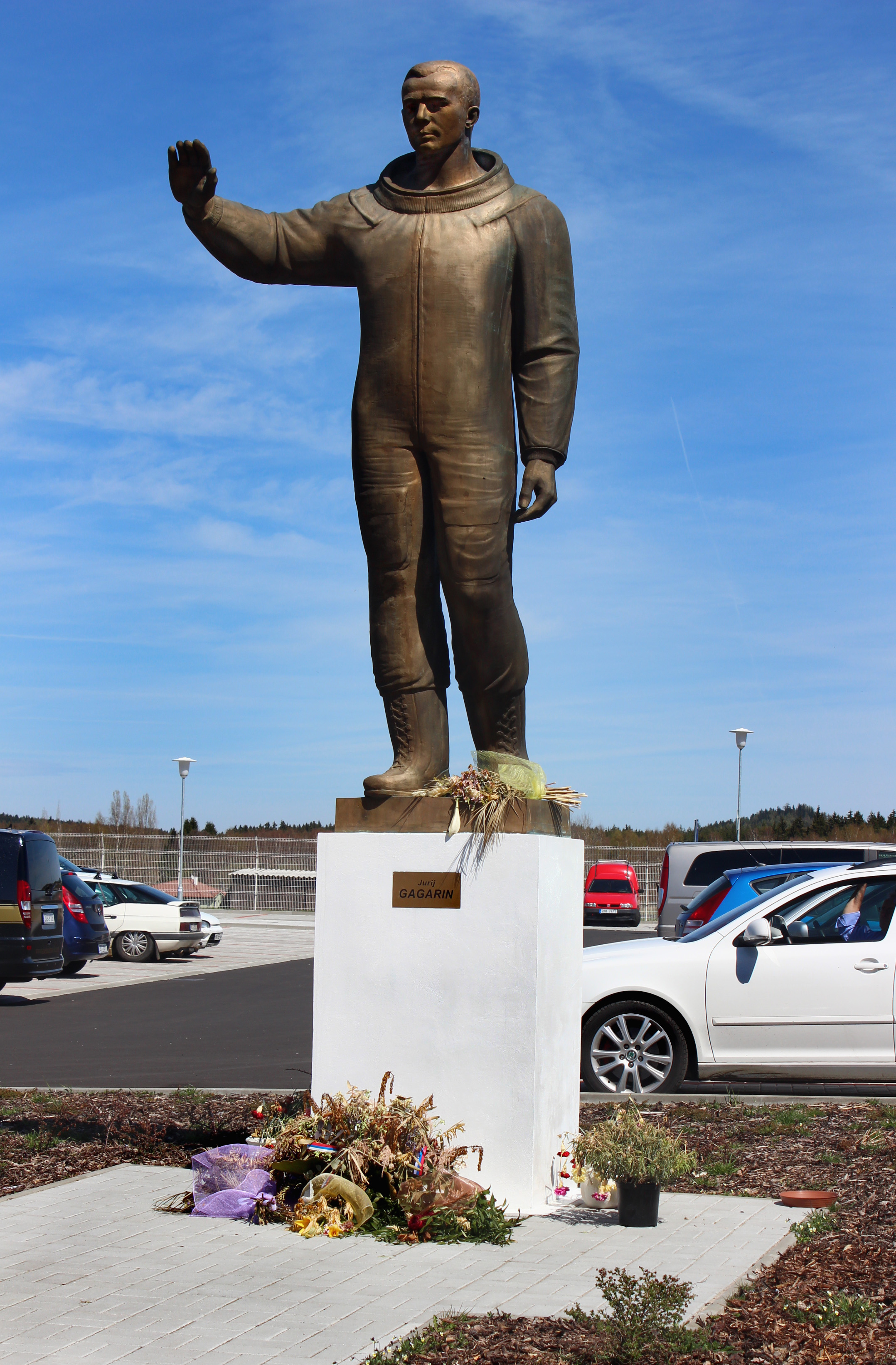
Socha Jurije Gagarina u parkoviště

Největší letadlo, na které je letiště Karlovy Vary v současnosti koncipováno, je Airbus A321 s kapacitou až 230 cestujících. Běžněji se zde lze setkat s letadly Boeing 737, Airbus A320 nebo Airbus A319.
Letiště je plně vybaveno pro lety VFR (podle vidu) i IFR (podle přístrojů) a umožňuje provoz ve dne i v noci. Letiště má jednu zpevněnou dráhu 11/29 o rozměrech 2150×30 m a jednu travnatou dráhu 12/30 o rozměrech 800×18 m. Dráha 29 je vybavena systémem ILS CAT I a světelnou soustavou CAT I.

## Dostupnost
Veřejnou dopravu zajišťuje karlovarská městská autobusová linka č. 8 (Tržnice–Letiště). Příjezdová trasa k letišti vede ze silnice I/6 přes Olšová Vrata.

## Statistiky

### Počet přepravených pasažérů a pohybů
Tabulka počtů přepravených civilních pasažérů a pohybů na letišti v Karlových Varech:
| Rok  | Přepravení cestující | Cestující změna | Pohyby letadel | Pohyby Změna |
| ---- | -------------------- | --------------- | -------------- | ------------ |
| 1991 | 1328                 |                 | 2000           |              |
| 1992 | 1468                 | ▲               | 2130           | ▲            |
| 1993 | 1573                 | ▲               | 2918           | ▲            |
| 1994 | 1243                 | ▼               | 3967           | ▲            |
| 1995 | 1186                 | ▼               | 3222           | ▼            |
| 1996 | 4 233                | ▲               | 5069           | ▲            |
| 1997 | 7435                 | ▲               | 5713           | ▲            |
| 1998 | 12 623               | ▲               | 4829           | ▼            |
| 1999 | 17 885               | ▲               | 5568           | ▲            |
| 2000 | 19 919               | ▲               | 4285           | ▼            |
| 2001 | 21 748               | ▲               | 3398           | ▼            |
| 2002 | 19 168               | ▼               | 3630           | ▲            |
| 2003 | 25 805               | ▲               | 5428           | ▲            |
| 2004 | 38 704               | ▲               | 6617           | ▲            |
| 2005 | 37 313               | ▼               | 7865           | ▲            |
| 2006 | 34 975               | ▼               | 5111           | ▼            |
| 2007 | 64 641               | ▲               | 6801           | ▲            |
| 2008 | 81 720               | ▲               | 5575           | ▼            |
| 2009 | 68 369               | ▼               | 7632           | ▲            |
| 2010 | 70 903               | ▲ 3,7 %         | 6936           | ▼ -9,1 %     |
| 2011 | 99 014               | ▲ 39,6 %        | 6891           | ▼ -0,6 %     |
| 2012 | 103 682              | ▲ 4,7 %         | 5826           | ▼ -15,4 %    |
| 2013 | 104 469              | ▲ 0,75 %        | 5 342          | ▼ -8,3 %     |
| 2014 | 85 596               | ▼ -18 %         | 5 824          | ▲ 9,2 %      |
| 2015 | 51 780               | ▼ -39,5 %       | 5 816          | ▼ -0,1 %     |
| 2016 | 25 235               | ▼ -51,3 %       | 5 008          | ▼ -13,9 %    |
| 2017 | 21 404               | ▼ -15,2 %       | 5 702          | ▲ 13,8 %     |
| 2018 | 45 003               | ▲ 110,3 %       | 5 480          | ▼ -3,9 %     |
| 2019 | 62 435               | ▲ 43 %          | 7 736          | ▲ 41 %       |
| 2020 | 17 234               | ▼ 72,4 %        | 15 732         | ▲            |
| 2021 | 586                  | ▼               | 8 029          | ▼            |
| 2022 | 6 922                | ▲               | 10 892         | ▲            |
| 2023 | 12 861               | ▲               | 14 337         | ▲            |
| 2024 | 37 990               | ▲               | 18 000         | ▲            |

### Nejvytíženější destinace
| Rok     | 2016               | 2016        | 2017                    | 2017      | 2023             | 2023      |
| Pořadí  | Destinace          | Cestujících | Destinace               | Cestující | Destinace        | Cestující |
| ------- | ------------------ | ----------- | ----------------------- | --------- | ---------------- | --------- |
| 1       | Moskva–Šeremeťjevo | 15 784      | Moskva–Šeremeťjevo      | 14 049    | Letiště Antalya  | 11 209    |
| 2       | Petrohrad          | 1618        | Tel Aviv                | 2 594     | Letiště Monastir | 5 558     |
| Ostatní |                    | 1885        | Taškent, Düsseldorf,... | 3 391     |                  |           |

### Podíl dopravců
| Rok     | 2016            | 2016        | 2016   | 2017                                         | 2017        | 2017  |           | 2020        |       |
| Pořadí  | Aerolinie       | Cestujících | Podíl  | Aerolinie                                    | Cestujících | Podíl | Aerolinie | Cestujících | Podíl |
| ------- | --------------- | ----------- | ------ | -------------------------------------------- | ----------- | ----- | --------- | ----------- | ----- |
| 1       | České aerolinie | 22761       | 90,2 % | České aerolinie                              | 15 004      | 70 %  | Pobeda    | 16 717      | 75 %  |
| Ostatní |                 | 2473        | 9,8 %  | Travel Service, Uzbekistan Airways, Germania | 6 400       | 30 %  |           |             |       |

## Galerie

Letecký pohled na letiště Karlovy Vary
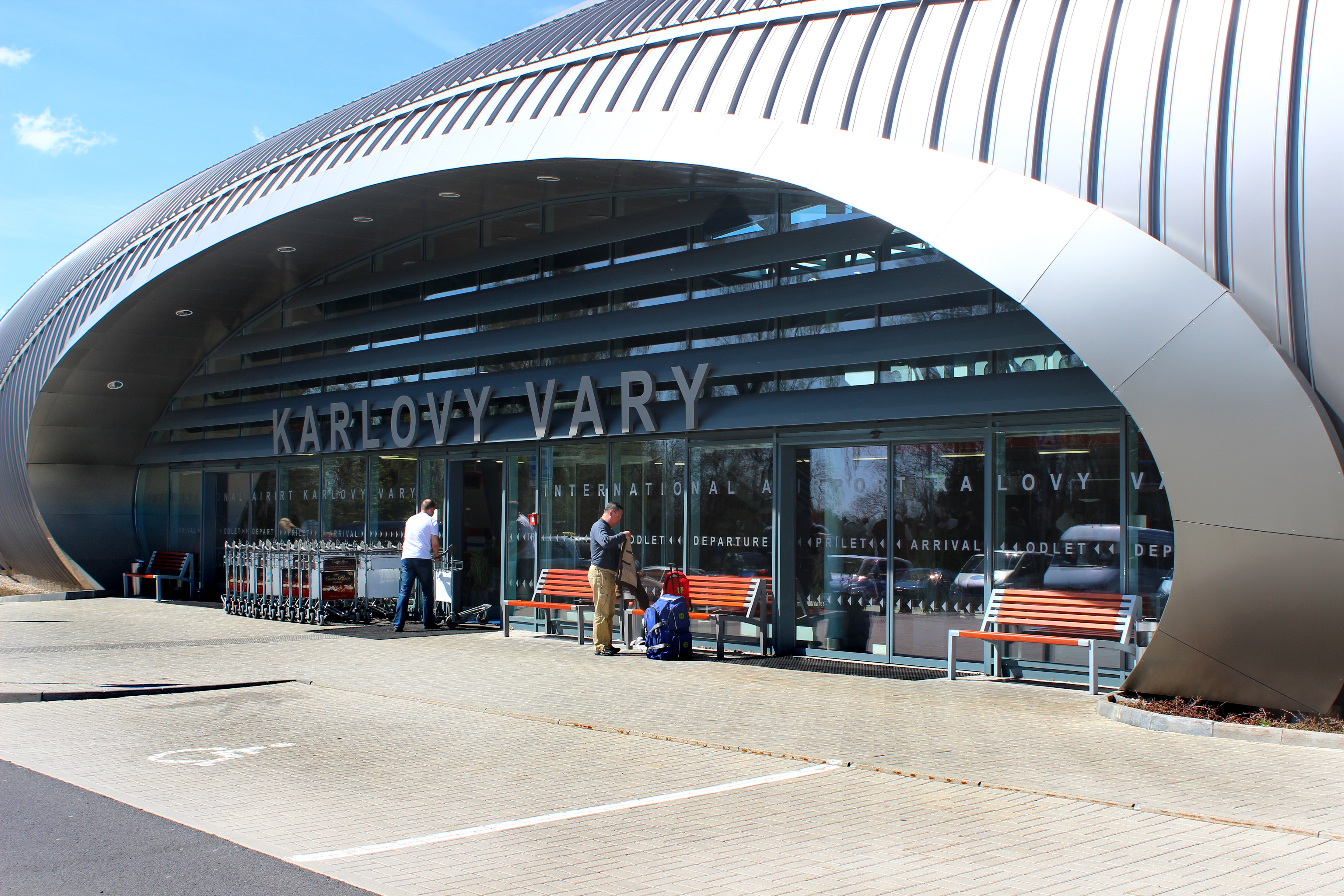
Vchod do terminálu
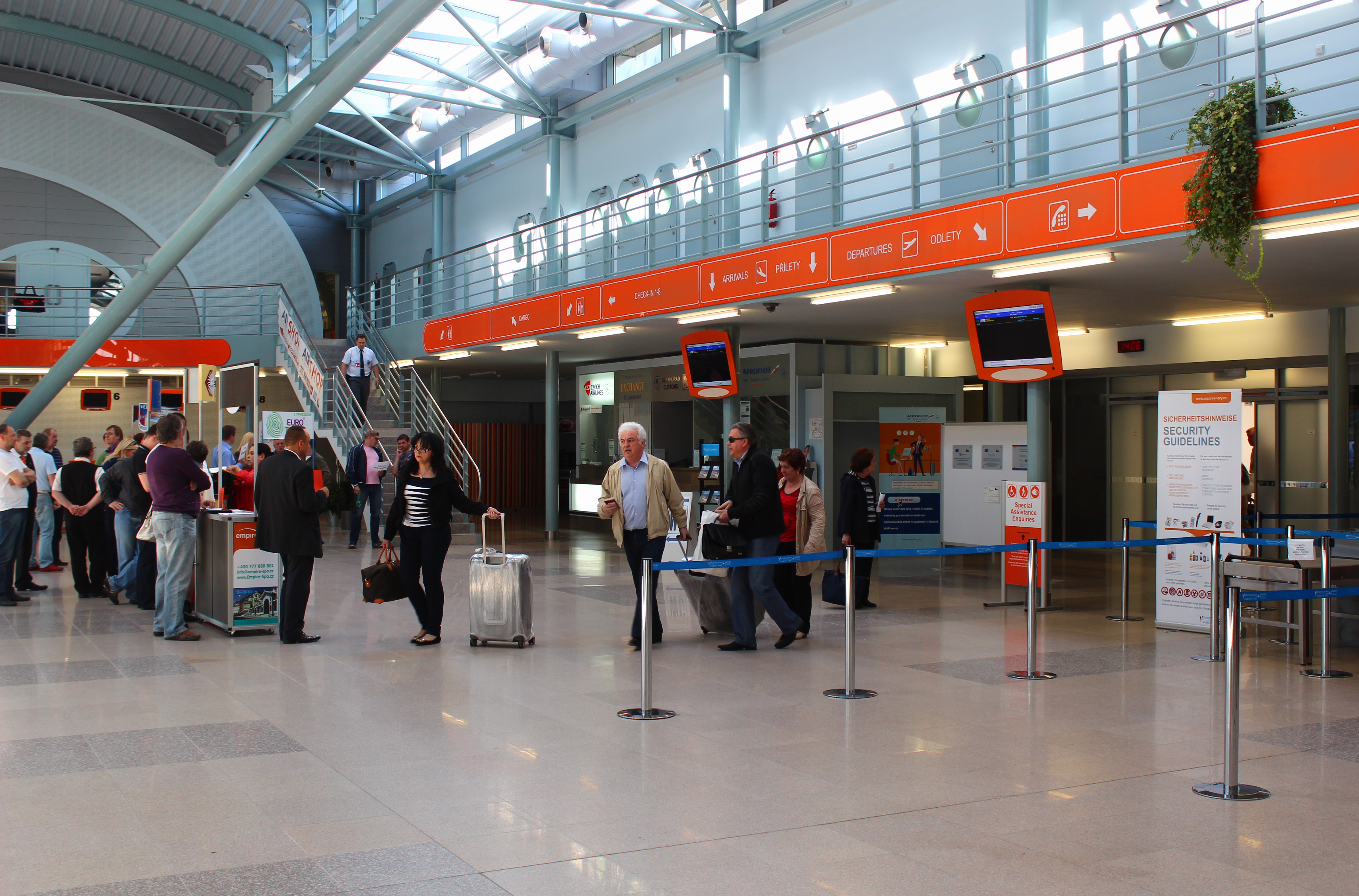
Interiér terminálu
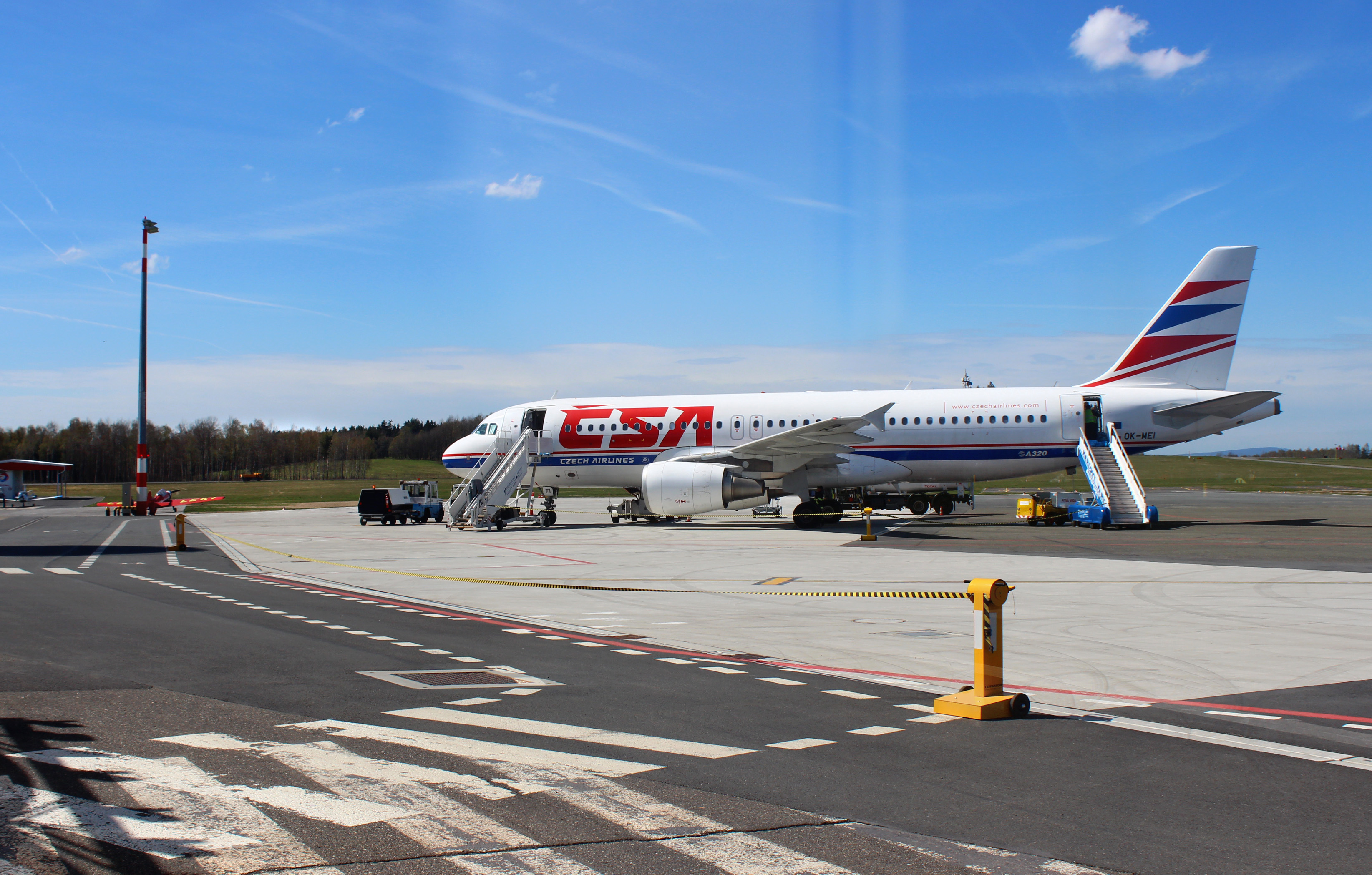
Letištní plocha
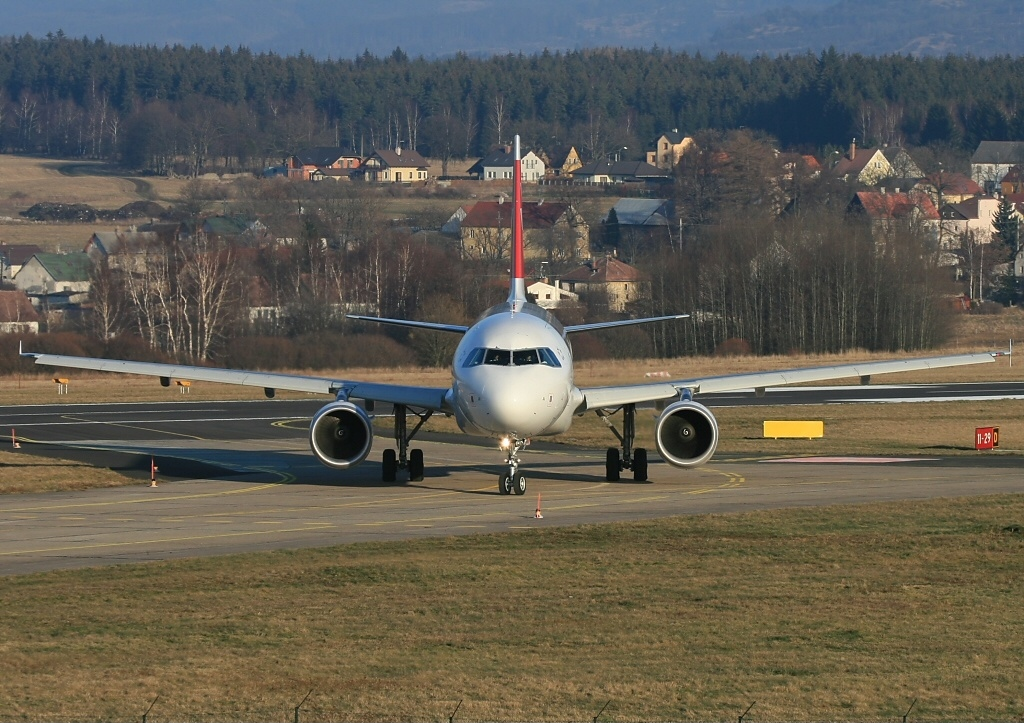
Airbus A320-214 společnosti Swiss International Air Lines